# Ellen Gerrits
Ellen Gerrits (Helenaveen, 1967) is een Nederlandse logopedist, hoogleraar en lector in de logopediewetenschap. Haar onderzoek richt zich op het verbeteren van communicatieve participatie van kinderen en volwassenen met spraak- en taalstoornissen door innovatie van logopedische interventies. In 2010 werd Gerrits aangesteld tot lector Logopedie aan de Hogeschool Utrecht, als eerste in het vakgebied. Ook werd ze in 2014 benoemd tot bijzonder hoogleraar op de leerstoel Logopediewetenschap van de Universiteit Utrecht. Ze is de eerste logopedist op deze leerstoel.

## Opleiding
Gerrits behaalde in 1990 haar bachelordiploma Logopedie en Foniatrie aan de Fontys Hogeschool. Vervolgens behaalde ze in 1996 haar masterdiploma Taal- en Spraakpathologie aan de Radboud Universiteit. In 2001 promoveerde ze aan de Universiteit Utrecht op een onderzoek naar categorische spraakperceptie van volwassenen en kinderen. Als postdoc deed ze onderzoek naar de vroege taalverwerving van kinderen met een genetisch risico op dyslexie.

## Carrière
Gerrits liep haar bachelorstage bij Instituut voor Doven in Sint-Michielsgestel, waar ze de revalidatie begeleidde van de eerste twee dove kleuters die in Nederland een cochleair implantaat kregen. Tijdens haar master werkte ze als student-assistent bij het Max Planck Instituut voor Psycholinguïstiek in Nijmegen. Ook was ze logopedist op de neurologieafdeling van een ziekenhuis. Na een jaar als klinisch linguïst bij het audiologisch centrum van het AMC in Amsterdam, startte Gerrits als spraak-taalpatholoog bij het Maastricht UMC+. Hier werkte ze van 2002 tot 2010 en was ze manager van de multidiscipinaire taalteams van het UMC en Adelante in Hoensbroek.
Op 1 juni 2010 werd Gerrits aan de Hogeschool Utrecht benoemd tot de eerste lector Logopedie. Op 1 september 2014 werd ze benoemd tot bijzonder hoogleraar op de leerstoel logopediewetenschap die wordt gefinancierd door beroepsvereniging NVLF en is ingebed bij de Universiteit Utrecht. Ze is de eerste logopedist op deze leerstoel. In haar oratie pleitte ze voor een beter wetenschappelijk fundament voor logopedische interventies. Ze is sinds 2015 tevens programmaleider van de master Gezondheidswetenschappen voor Zorgprofessionals van het UMC Utrecht.

## Onderzoeksgebieden
Gerrits zet zich in voor verminderen van kansenongelijkheid door taalvaardigheid en communicatieve participatie te bevorderen. Ze leidt diverse onderzoeksprojecten die zich richten op:
- Innovatie van (logopedische) interventies voor kinderen en volwassenen met spraak- en taalstoornissen.
- Ontwikkeling van interventies voor gelijkwaardige samenwerking met ouders, naasten en professionals.